# Val d'Ossola

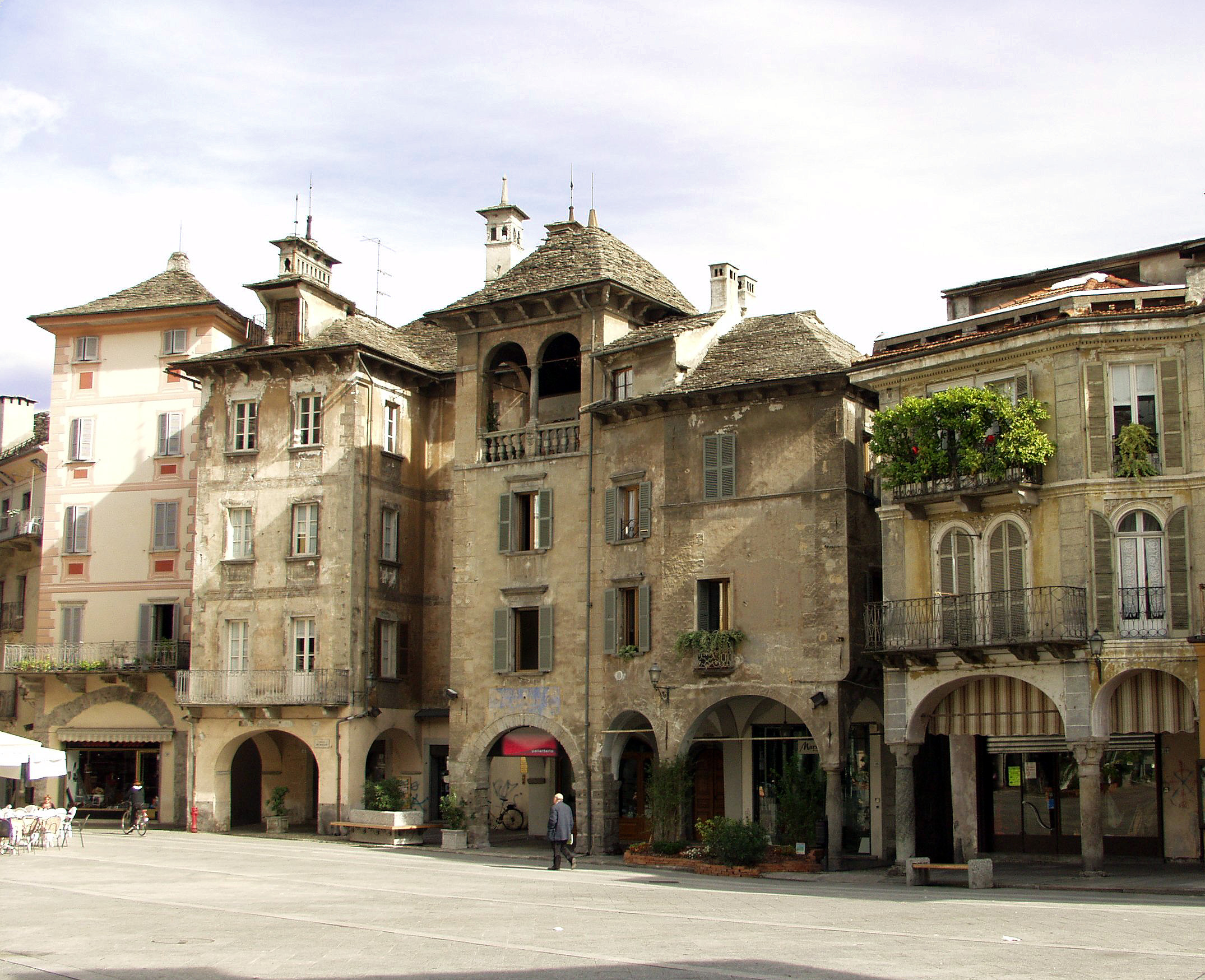
Domodossola

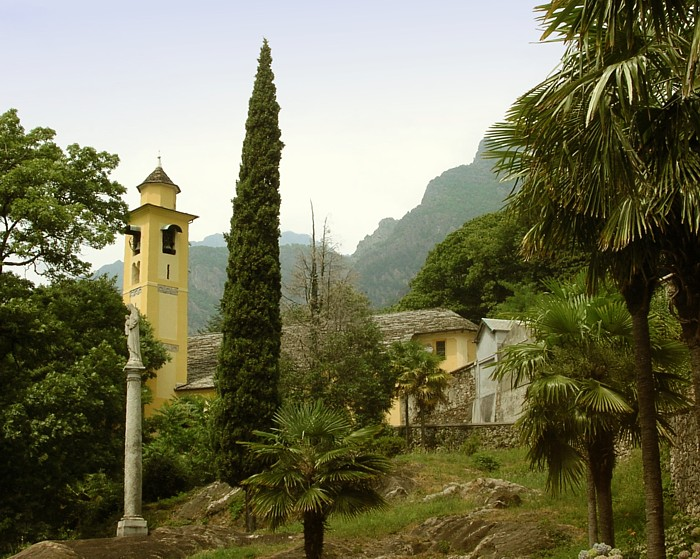
Albo (gemeente Mergozzo)

Het Valle d'Ossola is een bergdal in de Noord-Italiaans regio Piëmont (provincie Verbania). De hoofdplaats van het Val d'Ossola is Domodossola (18.519 inw.) dat tevens de tweede stad van de provincie Verbania is wat betreft grootte.

## In enge zin
In het noorden begint het dal bij Crevoladossola, waar het Val d'Ossola naar het noorden toe opsplitst in Valle Antigorio en Val Divedro. Dit laatste dal loopt door tot de 2005 meter hoge Simplonpas. De vallei van Antigorio-Formazza eindigt bij de Griesspas. De Val d'Ossola in enge zin is het vervolg van het noordelijker gelegen dal Valle Antigorio dat eveneens zijn uitgesleten door de rivier de Toce. Het Val d'Ossola is echter veel breder en dichter bevolkt dan de Valle Antigorio-Formazza. Al van oudsher is het Val d'Ossola een belangrijk doorgangsgebied. Dwars door het dal lopen de weg en spoorlijn van de Simplonpas in het Val Divedro naar Milaan.
Naar het zuiden toe openen zich aan de westelijke zijde enkele grote zijdalen. Hiervan is het Valle Anzasca dat uitloopt op de Monte Rosa het belangrijkst. Ten oosten van de vallei ligt het ongerepte Nationaal Park Val Grande. Door het Valle d'Ossola is een comfortabele vierbaans autoweg aangelegd. Deze gaat bij Ornavasso over in de snelweg A26 Genua-Gravellona Toce. Enkele kilometers verder ligt het einde van het dal bij het Lago Maggiore.

## In ruimere zin
De naam Val d'Osola (vroeger ook wel Eschental) wordt soms ook gebruikt voor het geheel van de in elkaars verlengde liggende dalen van Formazza/Pomatt, Antigorio en Ossola (in enge zin) gebruikt.
In het westen wordt de grens dan gevormd Monte Leone tot voorbij de Helsenhorn tot aan de Blinnenhorn. De Albrunpas en de Griesspas vormen de grens met Wallis (respectievelijk het Binntal en het dal ten zuidoosten van Ulrichen). In het oosten wordt de grens gevormd door de Baseldinerhorn (Italiaans: Basodino), de Wandfluhhorn (Italiaans: Pizzo Bièla) en de Sonnenhorn (Italiaans Pizzo Quadro) die de grens met kanton Ticino vormt.
Vroeger was het dal een verkeersader naar Wallis over het ruiterpad over de Griespass. Dit pad had een belangrijke rol voor de handel tussen de regio Lombardije en het Berner Oberland (via de Grimselpas in het noorden).

### Geschiedenis
Het Eschental werd tweemaal door het Oude Eedgenootschap bezet die er een gemeine Herrschaft van maakten. Het Oude Eedgenootschap moest het Eschental in 1515 na de Slag bij Marignano aan het door Koninkrijk Frankrijk bestuurde Hertogdom Milaan overdragen.

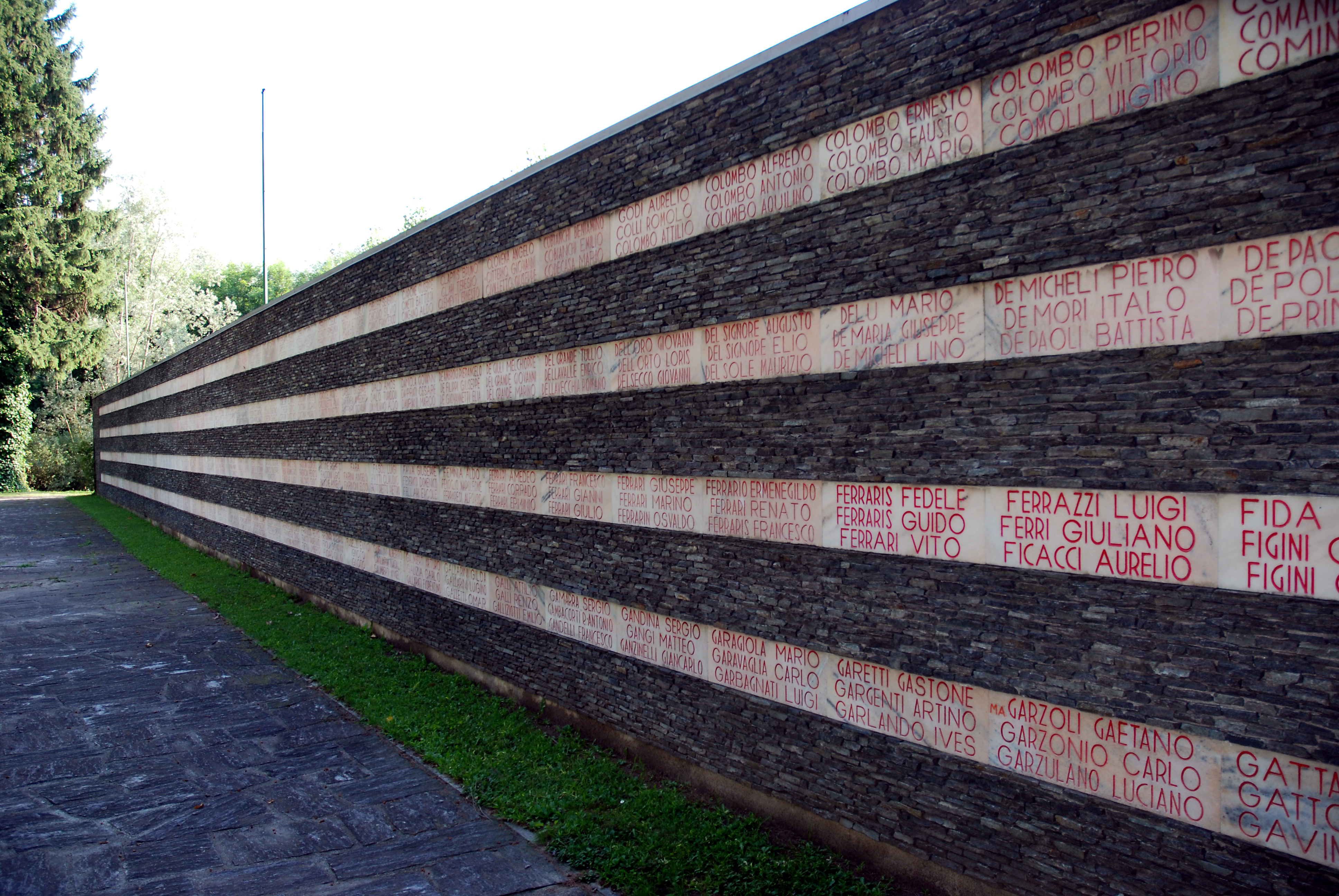
Monument voor gesneuvelde partizanen

In 1944 richtten de antifascistische partizanen de Republiek Ossola op die vierenveertig dagen als zelfstandige republiek bestond. De republiek omvatte het ruimere Val d’Ossola en de aangrenzende Val Grande. Het Partizanenmuseum "Casa della Resistenza" met een documentatiecentrum Fondotoce vlak bij Verbania is nog een herinnering aan de omgekomen Partizanen. Het zestienduizend vierkante meter "Parco della Memoria e della Pace" is een herdenkingsmonument voor de tweeënveertig Partizanen die door Duitse troepen geëxecuteerd werden. Het herdenkingsmonument is ook voor de gedode en gewonde burgers en de omgekomen Joden. Op een groot monument staan de namen van de twaalfhonderd omgekomenen alsook in interneringskampen vastgehouden districten  Een urn met as van een onbekend slachtoffer uit het concentratiekamp Mauthausen herinnert eraan dat veel inwoners van dit dal naar het concentratiekamp gedeporteerd werden.
In 1992 bouwde men de tummel Galleria delle Casse tussen Foppiano en Fondovalle. Deze tunnel moet de pas met smalle haarspeldbochten vervangen zodat het verkeer regelmatiger door het dal kan rijden.

## Zijdalen
- Valle Anzasca
- Valle Antrona
- Val Bognanco
- Val Divedro
- Valle Antigorio
- Val Formazza
- Val Vigezzo

## Belangrijkste plaatsen
- Domodossola (18.519 inw.)
- Villadossola (6913 inw.)
- Crevoladossola (4695 inw.)
- Gravellona Toce (7538 inw.)

## Hoogste bergtoppen
- Pizzo Tignolino (2246 m)
- Pizzo d'Albiona (2431 m)
- Monte Masoni (2161 m)
- Monte Leone (3550 m)
- Monte Rosa (4635 m)